# Франкопаны
Франкопа́ны — знатный хорватский дворянский род. В средневековом хорватском государстве владели большими землями, главным образом, на северных островах, северном далматинском побережье и в Горском Котаре. Принимали активное участие в политике, наряду с семейством Зринских были самым влиятельным хорватским дворянским родом в XIV—XVI веках. Представители рода Франкопанов многократно становились банами Хорватии.
Первое упоминание о Франкопанах относится к 1118 году, как о могущественных землевладельцах с острова Крк. В этом году Дуйм I Франкопан (Dujam I Frankopan) заключил с Венецианской республикой договор об управлении островом Крк на началах вассалитета. Его резиденция Градец находилась вблизи современного города Врбник (Vrbnik). Первый князь Крка Дуйм I скончался в 1163 году. Ему наследовали сыновья Бартол I (Bartol I) и Вид I (Vid I). Третий сын, ставший позднее Бартолом II, на момент смерти отца был несовершеннолетним. С тех пор Бартол и Вид стали излюбленными именами Франкопанов: вплоть до Бартола IV и Вида V.
Мощь и богатство рода постепенно росли, территориальные владения постепенно расширялись, в XII—XIII веках Франкопанам стал принадлежать весь Горский Котар и значительный участок побережья с центром в Сене. В период максимального расширения земли Франкопанов доходили вплоть до Карловаца. До нас дошла королевская грамота, выданная в 1193 году князю Бартолу Франкопану, в которой ему передавалась жупания, расположенная в Хорватском Приморье, на вечные времена, с правом собирать доходы и судить население, за что Бартол и его наследники обязывались поставлять в королевское войско определенное число воинов. В 1288 году в землях Франкопанов был составлен один из первых хорватских сводов законов (написанный на глаголице) «Винодольский статут».
По династическим соображениям и с целью объединения капиталов Франкопаны часто заключали браки с представителями другой влиятельной хорватской семьи Зринскими, так Николай Зринский, герой Сигетварской битвы был женат на Катарине Франкопан.
Упадок рода начался в XVII веке, когда после крушения антигабсбургского заговора Зринских-Франкопана был казнён глава семейства Фран Крсто Франкопан, а само семейство подверглось репрессиям. Главная линия рода пресеклась вскоре после этого, несколько побочных ветвей просуществовали до XIX века, когда также вымерли.
В бывших наследственных землях Франкопанов сохранилось большое число замков и дворцов, принадлежавших роду. Наиболее известные из них находятся в городах Сень, Нови-Винодолски, Слунь, Крк, Огулин и др. Замки Франкопанов составляют важную часть архитектурного наследия северо-западной Хорватии.

## Видные представители
- Дуджам II Франкопан (умер в 1317 году), граф Крка.
- Иван V Франкопан (умер в 1393 году). Бан Хорватии
- Никола IV Франкопан (ок. 1360—1432), бан Хорватии в 1426—1432 году
- Иван VI Франкопан (? — 1436), бан Хорватии в 1432—1436 году
- Никола V Франкопан, бан Хорватии в 1456—1458 году
- Степан Франкопан, бан Хорватии в 1481 году
- Крсто Франкопан, бан Хорватии в 1527 году.
- Катарина Зринская (урождённая Франкопан), единокровная сестра Франа Крсто Франкопана и жена Петра Зринского, казнённых после раскрытия заговора Зринских-Франкопана
- Фран Крсто Франкопан (1643—1671), поэт и политик. Казнён за участие в заговоре.